# Service Management Facility
Service Management Facility (kurz: SMF) ist eine Funktion des Betriebssystems Solaris 10 von Sun Microsystems. Es ersetzt die bisher zur Steuerung von Diensten verwendeten init.d-Skripte und Runlevels.

## Grundlagen
Befehle         Beschreibung
```
svcadm	            Service verwalten
svcs	               Statusanzeige der Services
svcprop	               Servicekonfiguration anzeigen
svccfg	               Servicekonfiguration verändern
```

SMF Service Status
Status	        Beschreibung
```
uninitialized	     Initial-Status aller Services, bis dessen Starter(i.
 
d.
 
R. svc.startd) die Transition zu einem anderen Status beginnt.
offline		        Der Service ist aktiv und wartet auf Abhängigkeiten.
online			Der Service ist aktiv.
maintenance	        Der Service ist aktiv, aber hat Probleme, administrative Aktion ist erforderlich.
disabled		Der Service ist deaktiviert.
legacy-run		Kein SMF-Service. Ein altes /etc/rc?.d/ Skript wurde gestartet. Der „Service“ wird nicht von SMF verwaltet.
degraded		Der Service ist aktiv, allerdings nicht vollständig funktionsfähig. (z.
 
B. 3 von 4 Webservern aktiv)
```

Bemerkung
```
Während Statuswechsel wird ein Stern „*“ an den derzeitigen Status angehängt.
Ein Fragezeichen„?“ steht für fehlende oder nicht erkannte Status.
```